# Arne Bækkevold (1902–1998)
Arne Ferdinand Bækkevold, född 29 januari 1902 i Partille, död 7 augusti 1998 i Stockholm, var en svensk jurist.
Bækkevold avlade juris kandidatexamen 1926. Efter studier i utlandet 1926–1928 och tingstjänstgöring 1928–1931 anställdes han 1932 vid länsstyrelsen i Stockholms län, blev länsassessor 1944 och var tillförordnad landskamrerare i Gotlands län 1947–1948 samt i Gävleborgs län 1949–1951. Han var skattedirektör och chef för skatteavdelningen vid Överståthållarämbetet 1951–1968. Bækkevold var ordförande i Stockholms stads prövningsnämnd, Kupongskattenämnden och 1956 års sakkunniga för taxeringsorganisationen i Stockholm. Han var ledamot i Riksskattenämnden 1951–1954.
Arne Bækkevold gifte sig 1933 med Ragna Bergelmer (1908–1970), dotter till häradshövdingen Einar Bergelmer och Walborg, född Eberstein. Ett av deras barn är regeringsrådet Arne Bækkevold.